# Regió eclesiàstica Toscana

Situació de la Toscana a Itàlia

La regió eclesiàstica Toscana és una de les setze regions eclesiàstiques en les que està dividit el territori de l'Església catòlica a Itàlia.
El seu territori es correspon al de la regió administrativa de la Toscana.

## Història
La història del cristianisme a la Toscana va començar molt aviat, possiblement ja durant el segle i, malgrat que una organització de tipus eclesiàstic sens dubte va ocórrer més tard, al voltant del segle iv, quan es va instituir la primera diòcesi. Però, va ser després de l'any Mil que la història civil i religiosa de la Toscana assumí una enorme importància i es va convertir en un paper decisiu en la formació de la cultura italiana. L'establiment de ciutats lliures va portar a una renovació que va afectar les arts, les lletres, la vida religiosa. En els anys del triomf del romànic i el gòtic, en la qual es van construir les grans esglésies que encara podem admirar, es fundaren nous ordes (camaldulesos, vallombrosins, olivetans, etc.) que, juntament amb l'àmplia presència dels franciscans i els dominics i una renovada religiositat laica es manifesta en l'aparició de nombroses confraries, que va donar vitalitat a la vida social i eclesial .

## La regió eclesiàstica avui

### Sotsdivisió
- Arquebisbat de Florència
  - Bisbat d'Arezzo-Cortona-Sansepolcro
  - Bisbat de Fiesole
  - Bisbat de Pistoia
  - Bisbat de Prato
  - Bisbat de San Miniato
- Arquebisbat de Pisa
  - Bisbat de Livorno
  - Bisbat de Massa Carrara-Pontremoli
  - Bisbat de Pescia
  - Bisbat de Volterra
- Arquebisbat de Siena-Colle di Val d'Elsa-Montalcino
  - Bisbat de Grosseto
  - Bisbat de Massa Marittima-Piombino
  - Bisbat de Montepulciano-Chiusi-Pienza
  - Bisbat de Pitigliano-Sovana-Orbetello
- Seus immediatament subjecta a la Santa Seu:
  - Arquebisbat de Lucca
  - Abadia territorial de Monte Oliveto Maggiore

### Organigrama

#### Conferència episcopal de la Toscana
- President: Giuseppe Betori, arquebisbe metropolità de Florència
- Vicepresidente:
- Secretari: Fausto Tardelli, bisbe de Pistoia

## Diòcesis toscanes suprimides
- Bisbat de Roselle